# 館林地区消防組合
館林地区消防組合（たてばやしちくしょうぼうくみあい）は、群馬県館林市、邑楽郡板倉町、明和町、千代田町及び邑楽町によって組織された一部事務組合（消防組合）である。管轄区域は前述の1市4町。

## 概要
- 消防本部：館林市上赤生田町4050-1
- 管内面積：175.37km2
- 職員定数：212名
- 消防署5カ所、分署2カ所
- 主力機械（2023年1月1日現在）
  - ポンプ車：1
  - 水槽付ポンプ車：10
  - はしご車：1
  - 化学車：1
  - 指揮隊車：1
  - 電源照明車：1
  - 大型水槽車：1
  - 救急車：10
  - 救助工作車および資機材搬送車：8
  - その他 : 13

【 出典：群馬県の消防本部 】

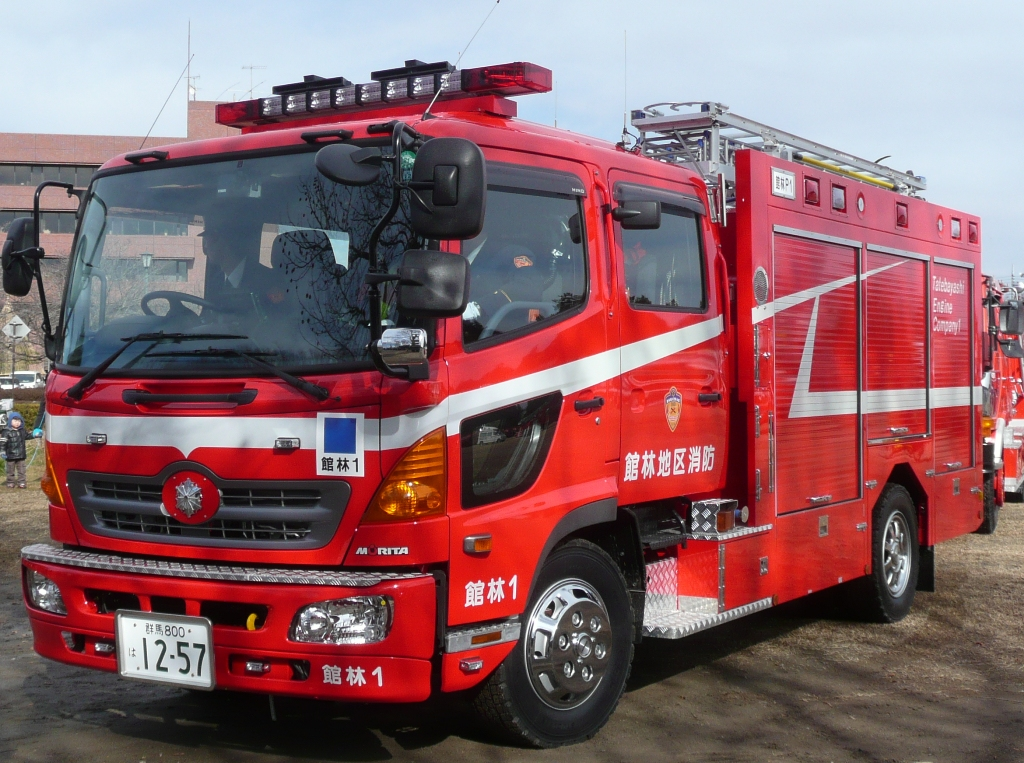
水槽付ポンプ車
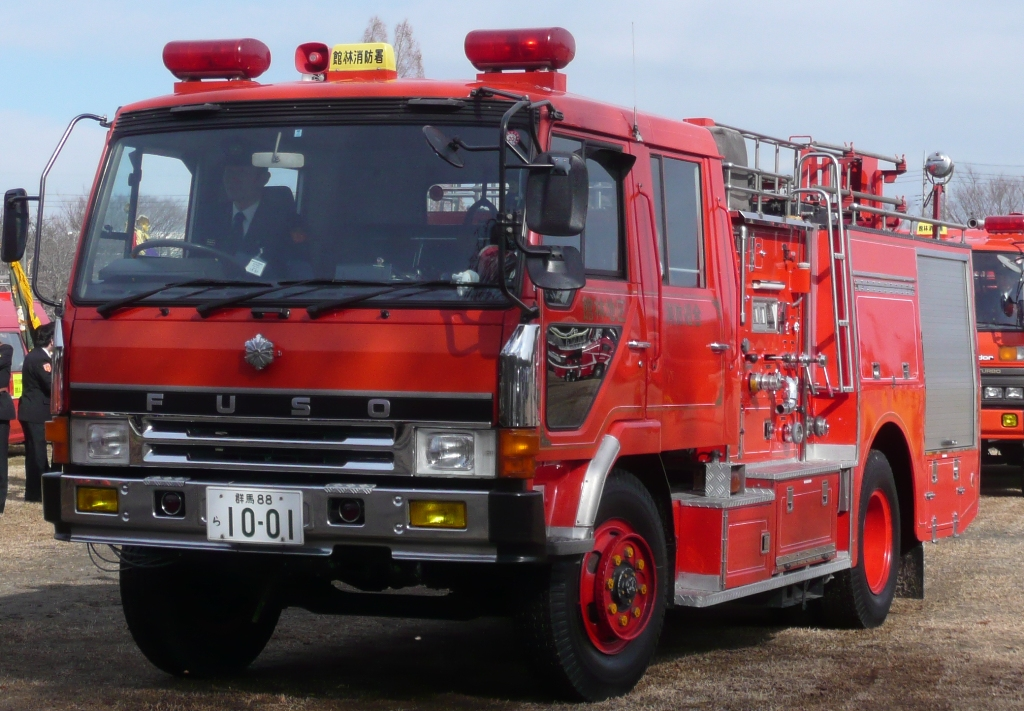
水槽付ポンプ車（廃車）
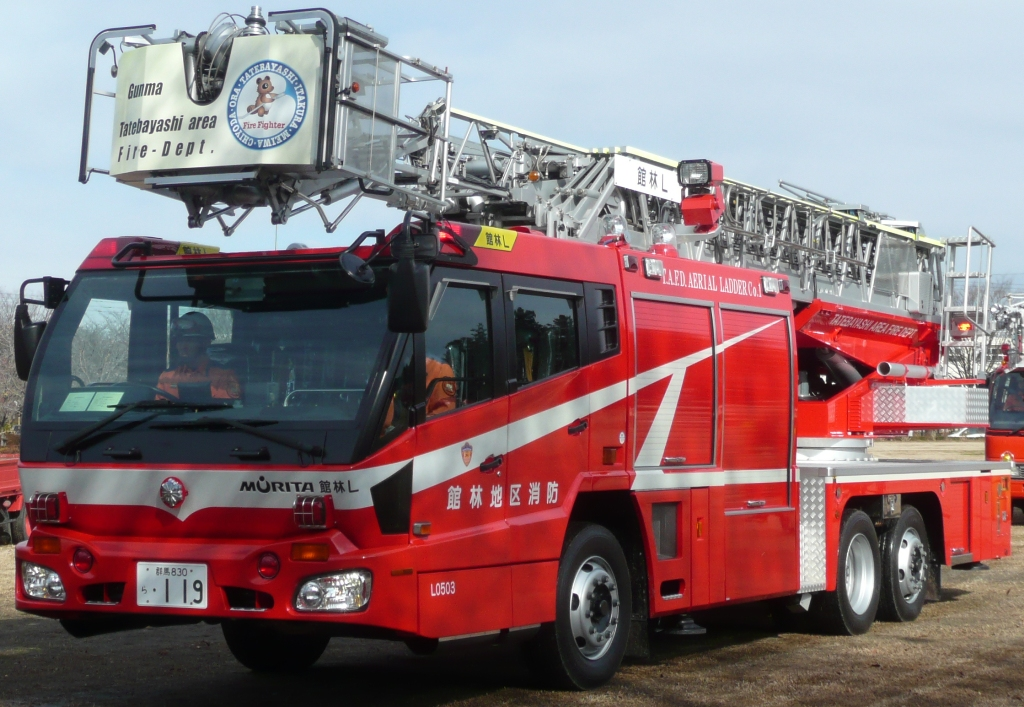
梯子車
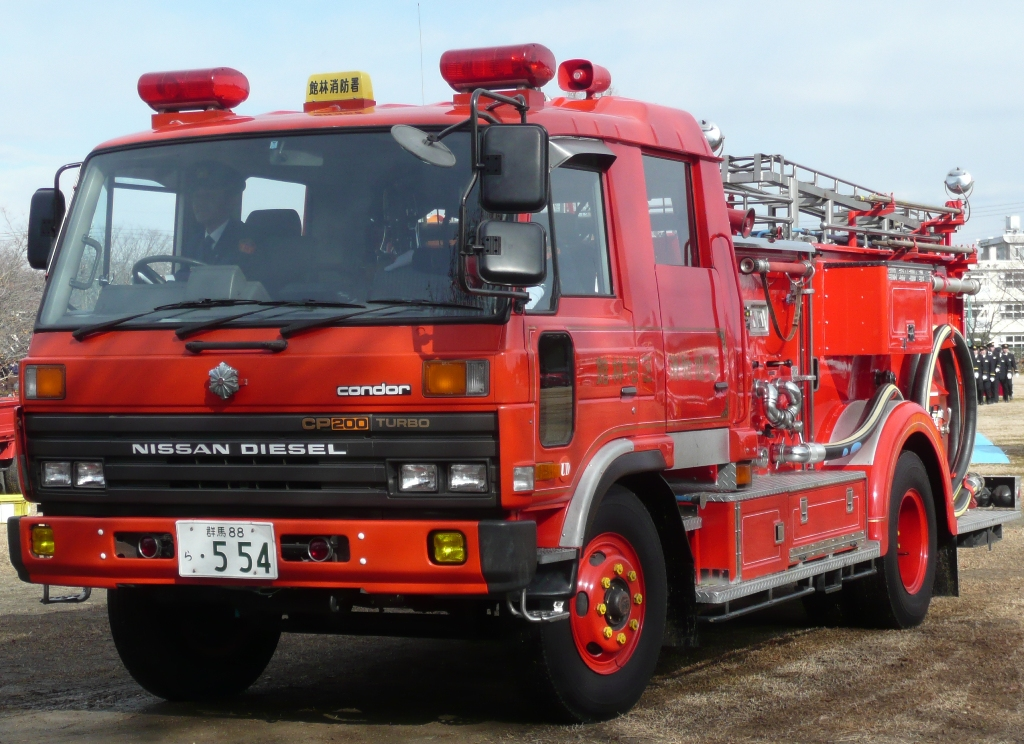
化学車（廃車）
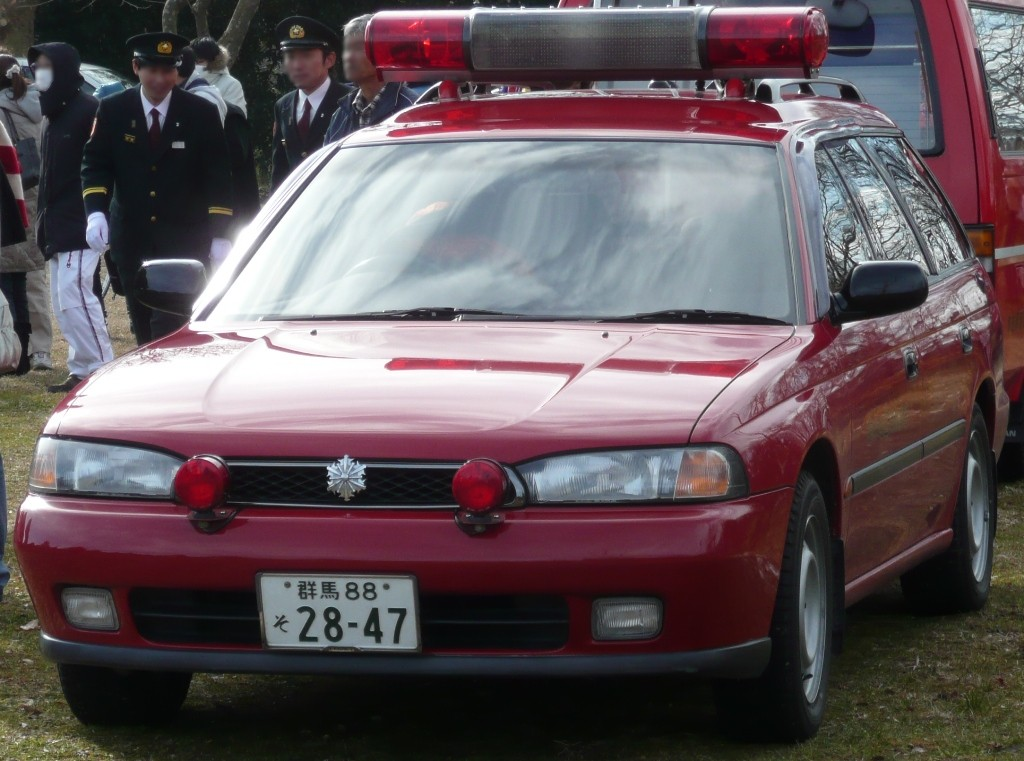
指揮車（廃車）
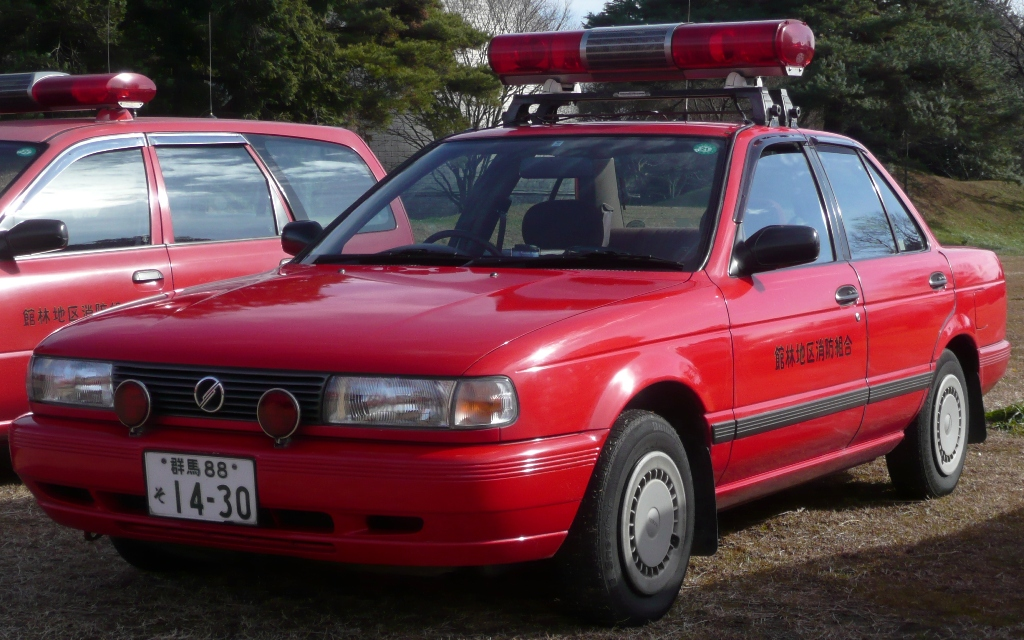
広報車（廃車）
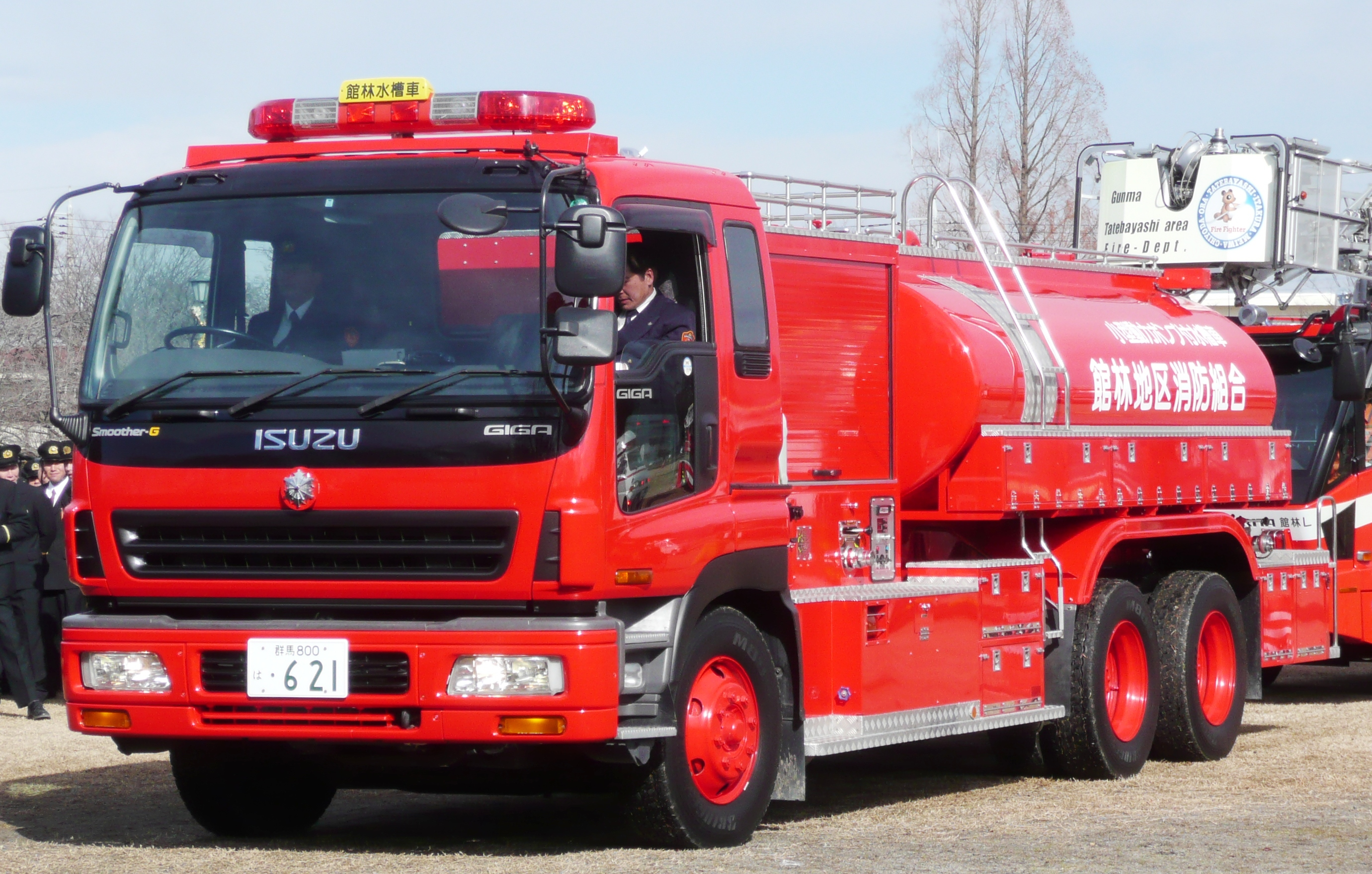
水槽車
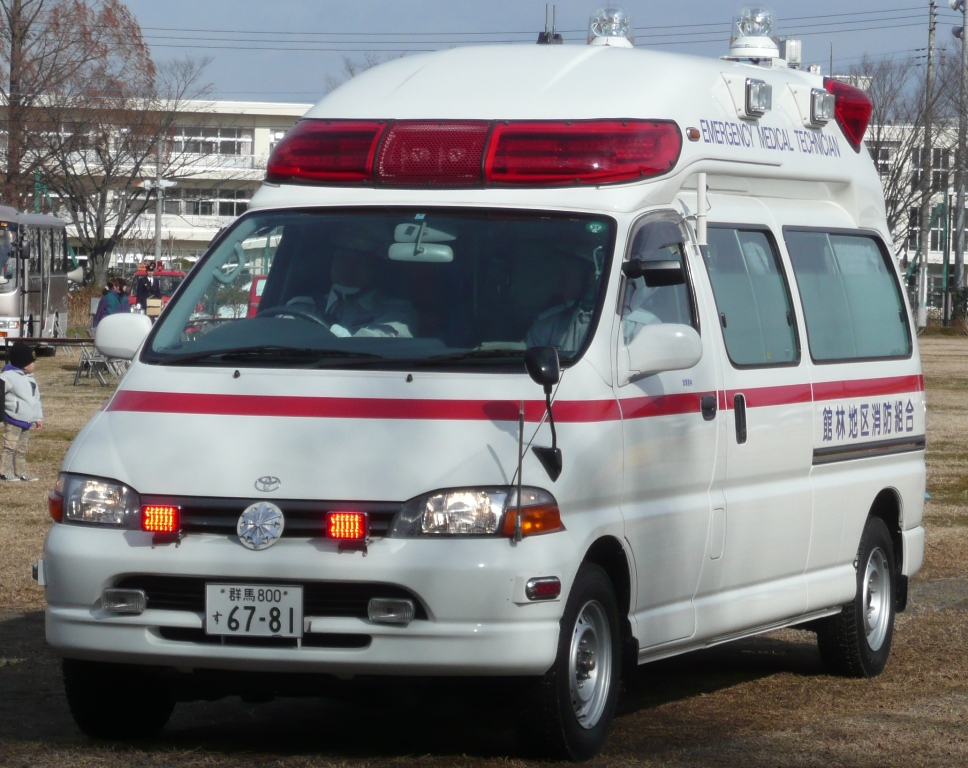
救急車（廃車）
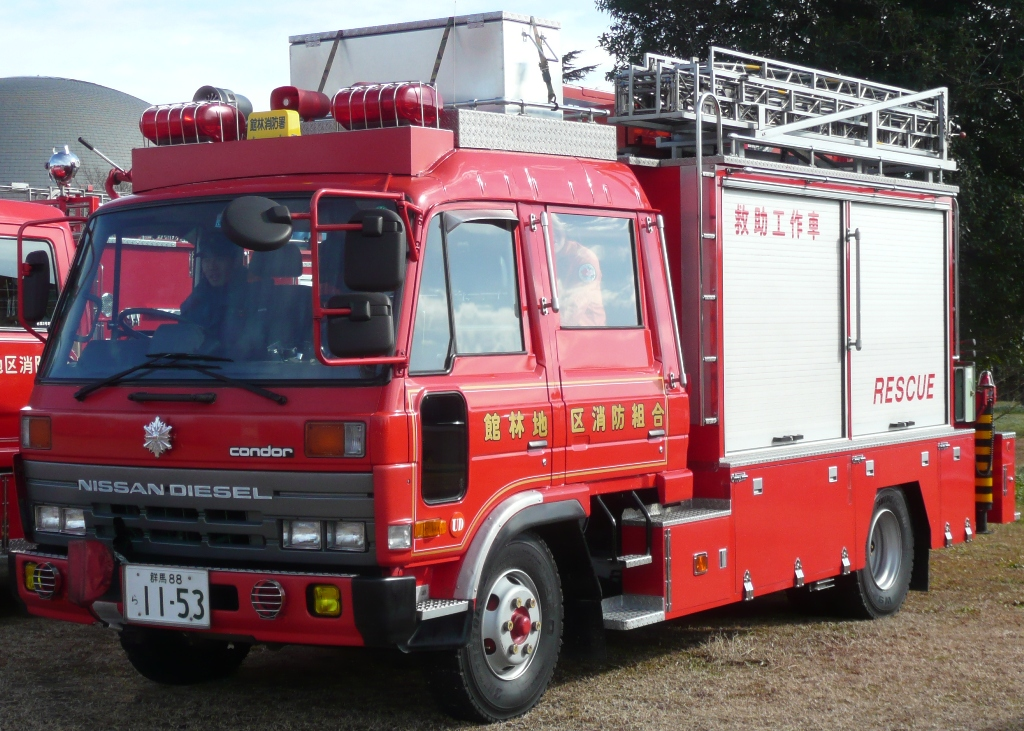
救助工作車（廃車）
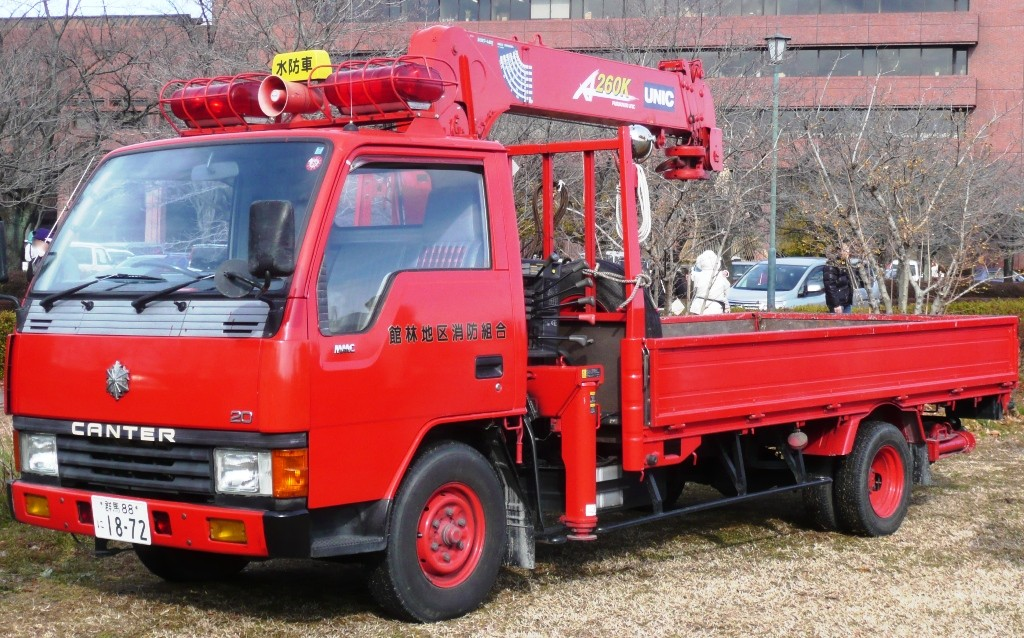
水防車（廃車）

## 沿革
- 1970年　館林市・板倉町・明和村（現：明和町）・千代田村（現：千代田町）・邑楽町が共同で消防事務を処理することを目的に館林地区消防組合を設立。
- 2011年　板倉分署・明和分署・千代田分署・邑楽分署の４分署が消防署に格上げ。
- 2015年　邑楽消防署に救助対応型水槽付消防ポンプ車を更新導入。
- 2016年　館林消防署に災害対応特殊化学消防ポンプ車を更新導入。
- 2017年　板倉消防署に救助対応型水槽付消防ポンプ車を更新導入。
- 2019年　邑楽消防署に水槽付消防ポンプ車を更新導入。板倉消防署の高規格救急車を更新。
- 2020年　千代田消防署の高規格救急車を更新。北分署広報車を千代田消防署の資機材搬送車とする。
- 2021年　北分署を館林消防署員派遣型とし、隔日３名勤務となる。西分署に水槽付消防ポンプ車を更新導入。西分署水槽車を館林消防署に配置転換。明和消防署に高規格救急車を更新導入。館林消防団指令車を更新。板倉消防団に総務省消防庁から指令車を貸与。
- 2022年　西分署の高規格救急車を更新。元明和消防署救急車の改造工事を実施。消防本部司令車となる。
- 2023年　邑楽消防団指令車を更新。消防本部に資材搬送車を新車で導入。北分署の高規格救急車を更新予定。

## 組織
- 消防本部 - 総務課、予防課、警防課、通信指令室
- 消防署

## 消防署
| 消防署       | 住所                   | 分署                                           |
| ------------ | ---------------------- | ---------------------------------------------- |
| 館林消防署   | 館林市上赤生田町4050-1 | 北：館林市細内町687-3 西：館林市北成島町1647-1 |
| 板倉消防署   | 板倉町大字板倉3427-5   |                                                |
| 明和消防署   | 明和町南大島265-1      |                                                |
| 千代田消防署 | 千代田町大字萱野1218-2 |                                                |
| 邑楽消防署   | 邑楽町大字中野2647-1   |                                                |